# Haemulon steindachneri
Haemulon steindachneri es una especie de peces de la familia Haemulidae en el orden de los Perciformes.

## Morfología
• Los machos pueden llegar alcanzar los 30 cm de longitud total.

## Distribución geográfica
Se encuentra en el  Atlántico occidental (desde Panamá hasta Santa Catarina - Brasil -) y en el Pacífico oriental (desde México hasta el Perú ).